# エンマヌエル・バルデス
エンマヌエル・バルデス（Enmanuel Valdez, 1998年12月28日 - ）は、ドミニカ共和国サン・フアン州サン・フアン・デ・ラ・マグアナ出身のプロ野球選手（内野手）。右投左打。MLBのピッツバーグ・パイレーツ所属。

## 経歴

### プロ入りとアストロズ傘下時代
2015年7月にアマチュア・フリーエージェントでヒューストン・アストロズと契約してプロ入り。
2016年、傘下のルーキー級ドミニカン・サマーリーグ・アストロズでプロデビュー。55試合に出場して打率.245、5本塁打、34打点、5盗塁を記録した。
2017年はルーキー級ガルフ・コーストリーグ・アストロズとアパラチアンリーグのルーキー級グリーンビル・アストロズでプレーし、2チーム合計で45試合に出場して打率.217、4本塁打、15打点、4盗塁を記録した。
2018年はA-級トリシティ・バレーキャッツでプレーし、63試合に出場して打率.244、8本塁打、22打点、11盗塁を記録した。
2019年はA級クアッドシティーズ・リバーバンディッツとA+級ファイエットビル・ウッドペッカーズでプレーし、2チーム合計で100試合に出場して打率.236、8本塁打、51打点、8盗塁を記録した。
2020年は新型コロナウイルスの影響でマイナーリーグの試合が開催されなかったため、公式戦の出場は無かった。
2021年はA+級アッシュビル・ツーリスツとAA級コーパスクリスティ・フックスでプレーし、2チーム合計で98試合に出場して打率.255、26本塁打、90打点、5盗塁を記録した。
2022年、アストロズ傘下ではAA級コーパスクリスティとAAA級シュガーランド・スペースカウボーイズでプレーした。

### レッドソックス時代
2022年8月1日にクリスチャン・バスケスとのトレードで、ウィルヤー・アブレイユと共にボストン・レッドソックスへ移籍した。移籍後は傘下のAAA級ウースター・レッドソックスへ配属され、移籍前を含めた3チーム合計で126試合に出場して打率.296、28本塁打、107打点、8盗塁を記録した。オフの11月10日にルール5ドラフトでの流出を防ぐため、40人枠に登録された。
2023年は開幕をAAA級ウースターで迎えた。4月19日にメジャー初昇格を果たし、メジャーデビューとなった同日のミネソタ・ツインズ戦では「9番・二塁手」で先発出場してメジャー初安打を含む2安打を記録した。この年メジャーでは49試合に出場して打率.266、6本塁打、19打点、5盗塁を記録した。
2024年は76試合に出場して打率.214、6本塁打、28打点、1盗塁を記録した。

### パイレーツ時代
2024年12月15日にジョー・ボガツキーとのトレードで、ピッツバーグ・パイレーツへ移籍した。

## 詳細情報

### 年度別打撃成績
| 年 度    | 球 団    | 試 合 | 打 席 | 打 数 | 得 点 | 安 打 | 二 塁 打 | 三 塁 打 | 本 塁 打 | 塁 打 | 打 点 | 盗 塁 | 盗 塁 死 | 犠 打 | 犠 飛 | 四 球 | 敬 遠 | 死 球 | 三 振 | 併 殺 打 | 打 率 | 出 塁 率 | 長 打 率 | O P S |
| -------- | -------- | ----- | ----- | ----- | ----- | ----- | -------- | -------- | -------- | ----- | ----- | ----- | -------- | ----- | ----- | ----- | ----- | ----- | ----- | -------- | ----- | -------- | -------- | ----- |
| 2023     | BOS      | 49    | 149   | 139   | 17    | 37    | 8        | 0        | 6        | 63    | 19    | 5     | 1        | 0     | 0     | 8     | 0     | 1     | 37    | 4        | .266  | .311     | .453     | .764  |
| 2024     | BOS      | 76    | 223   | 201   | 23    | 43    | 12       | 0        | 6        | 73    | 28    | 1     | 1        | 1     | 4     | 17    | 0     | 0     | 53    | 4        | .214  | .270     | .363     | .633  |
| MLB：2年 | MLB：2年 | 125   | 372   | 340   | 69    | 125   | 39       | 2        | 17       | 219   | 72    | 11    | 4        | 0     | 5     | 49    | 0     | 3     | 148   | 7        | .235  | .286     | .400     | .686  |

- 2024年度シーズン終了時

### 背番号
- 47（2023年 - 2024年）
- 48（2025年 - ）